# 昭和駅
昭和駅（しょうわえき）は、神奈川県川崎市川崎区扇町にある、東日本旅客鉄道（JR東日本）鶴見線の駅である。駅番号はJI 09。

## 歴史
- 1931年（昭和6年）3月20日：鶴見臨港鉄道の昭和停留場として開設（旅客営業のみ）[1][2]。
- 1943年（昭和18年）7月1日：鶴見臨港鉄道が国有化[1][3]。同時に昭和駅に昇格し、鉄道省鶴見線の駅となる[1][2]。
- 1971年（昭和46年）3月1日：無人駅化[1][4][5]。自動券売機を設置[5]。
- 1987年（昭和62年）4月1日：国鉄分割民営化に伴い、JR東日本に移管[1][2]。
- 2002年（平成14年）3月22日：ICカード「Suica」供用開始[6]。
- 2016年（平成28年）9月30日：自動券売機での切符販売、ICカードへのチャージ等を終了。
- 2017年（平成29年）9月30日：新駅舎供用開始。

### 駅名の由来
昭和肥料（後の昭和電工、現：レゾナック・ホールディングス）の工場の最寄り駅であることから、この名前が付けられた。
なお、川崎区内には「川崎区昭和」という地名があるが、当駅とは関係はない。

## 駅構造
単式ホーム1面1線を有する地上駅。駅施設はレゾナック川崎事業所に隣接している。
無人駅で、簡易Suica改札機設置駅。ホームの一部に屋根がある。駅舎は2017年に建て替えられ、自動券売機のスペース等を省いた簡素なものとなっている。トイレは設置されていない。
ホームに面している線路に平行してもう一本走る線路は、浜川崎駅と扇町駅を結ぶ貨物線である。浜川崎駅 - 扇町駅間は鶴見線旅客列車の走る電車線とこの貨物線からなる単線並列区間で、複線ではない。
またかつては、当駅手前より貨物線から分岐して道路を横断し、東亜石油扇町工場へ続く専用線（浜川崎駅構内扱い）があったが、2011年（平成23年）9月30日の工場閉鎖後は使用停止となっている。
当駅は川崎市内にあるが、JRの特定都区市内制度における「横浜市内」の駅として扱われる。

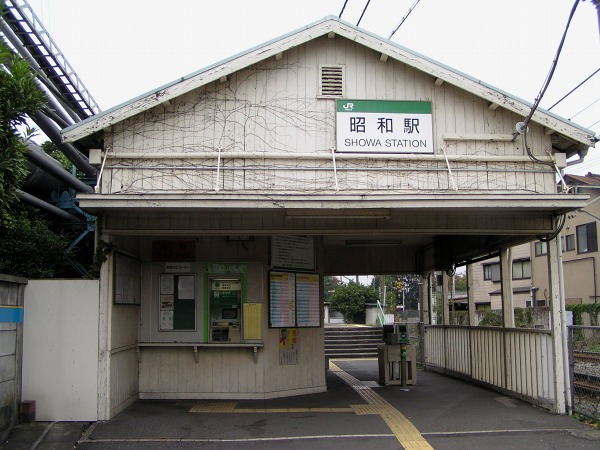
旧駅舎（2005年11月）
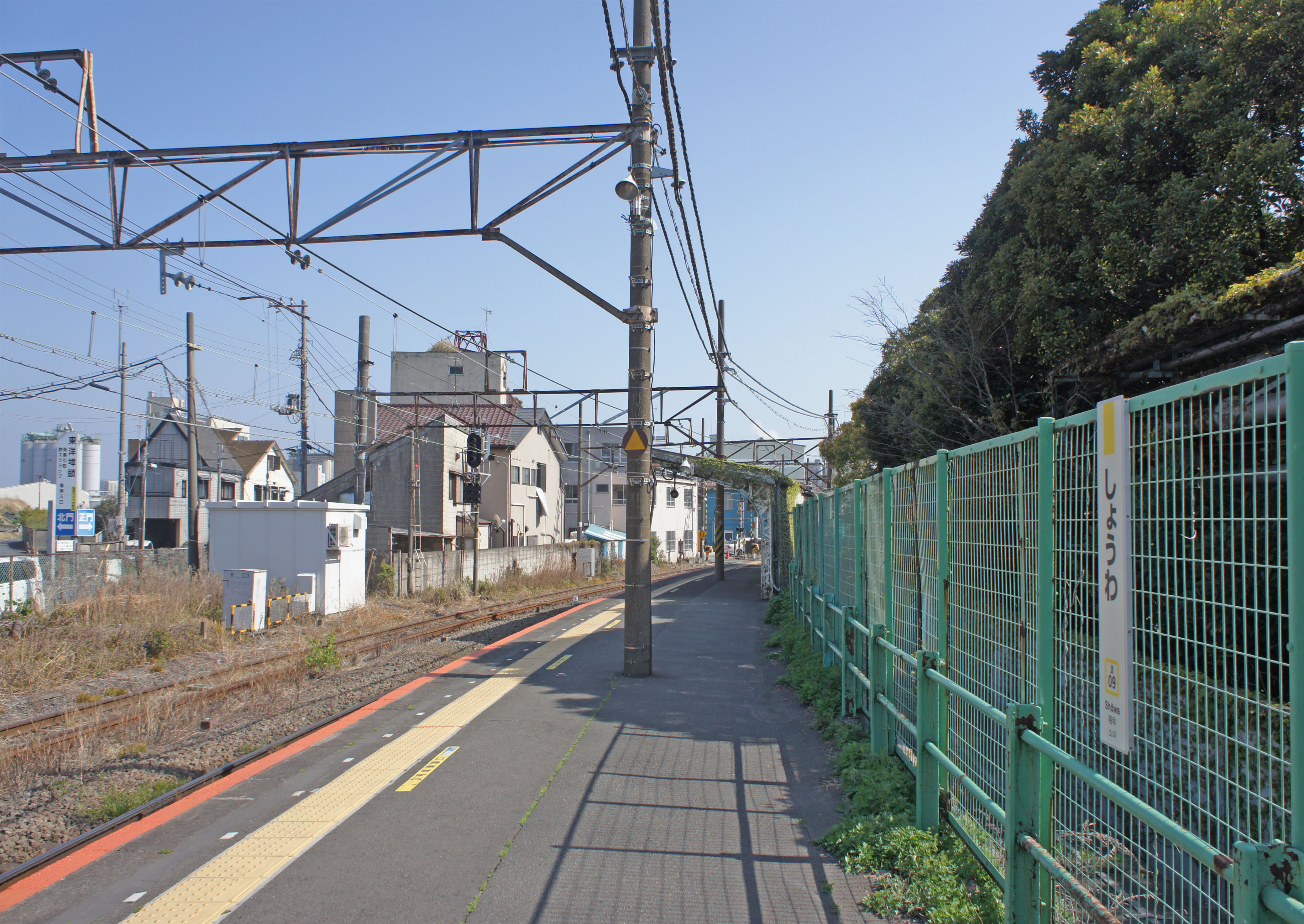
ホーム（2022年4月）

## 利用状況
2008年度の1日平均乗車人員は569人である。鶴見線本線では最も利用客が少ない。また、全線では新芝浦駅に次いで2番目に少ない。
近年の推移は以下の通り。
| 年度               | 1日平均 乗車人員 |
| ------------------ | ---------------- |
| 1995年（平成07年） | 388              |
| 1996年（平成08年） | 407              |
| 1997年（平成09年） | 398              |
| 1998年（平成10年） | 402              |
| 1999年（平成11年） | 426              |
| 2000年（平成12年） | 390              |
| 2001年（平成13年） | 358              |
| 2002年（平成14年） | 397              |
| 2003年（平成15年） | 426              |
| 2004年（平成16年） | 448              |
| 2005年（平成17年） | 471              |
| 2006年（平成18年） | 467              |
| 2007年（平成19年） | 532              |
| 2008年（平成20年） | 569              |

※ 無人駅は正確な数が把握できないとして、2009年以降非公表となった。

## 駅周辺
- レゾナック川崎事業所
- JFEスチール東日本製鉄所京浜地区
- 京浜バイオマス発電所
- 東洋埠頭
- 三井埠頭
- 神奈川県道101号扇町川崎停車場線
- 川崎港郵便局

## バス路線
昭和駅前
- 川崎市バス
  - 川13：川崎駅行 / 扇町行

レゾナック前
- 川崎鶴見臨港バス
  - 川22：川崎駅前行 / 三井埠頭行

## 隣の駅
東日本旅客鉄道（JR東日本）
 鶴見線
浜川崎駅 (JI 08) - 昭和駅 (JI 09) - 扇町駅 (JI 10)